# Haut-fourneau de Bourgneuf
Le haut-fourneau de Bourgneuf se trouve à Beaumont-la-Ferrière, dans la Nièvre.

## Historique
Déjà active en 1619, la grosse forge de Bourgneuf est utilisée par Louis Le Vau en 1665 lors de la création de sa manufacture de fer-blanc de Beaumont. 
En 1770, elle est la propriété de la famille de Neufchaise, avant d'être acquise par Nicolas Chaillou en 1775 lorsqu'il regroupe sous une même direction plusieurs usines de la région. 
Les productions varient entre 60  et   120 tonnes de fer par an, produisant également de l'acier. 
En 1824, Amédée de Béhague la transforme en haut-fourneau.

## Protection
Le haut-fourneau fait l'objet d'une inscription aux monuments historiques en 1971,.